# Krystyna Kłosin
Krystyna Maria Kłosin z domu Ciskowska (ur. 14 lipca 1954 w Minkowicach) – polska polityk i ekonomistka, posłanka na Sejm VI i VII kadencji.

## Życiorys
Ukończyła studia na Wydziale Ekonomiki Produkcji Uniwersytetu Gdańskiego. Pracowała w sektorze bankowym na terenie Trójmiasta. W 2008 przeszła do Narodowego Funduszu Zdrowia, gdzie została dyrektorem ds. ekonomiczno-finansowych w oddziale pomorskim.
W wyborach w 2007 bez powodzenia startowała do Sejmu w okręgu gdyńskim z listy Platformy Obywatelskiej. Dwa lata później była kandydatką tej partii do Parlamentu Europejskiego. W 2010 zadeklarowała objęcie mandatu poselskiego w miejsce Zdzisława Czuchy. Ślubowanie poselskie złożyła 4 stycznia 2011.
W wyborach w 2011 z powodzeniem ubiegała się o reelekcję, dostała 16 187 głosów. W 2015 nie została wybrana na kolejną kadencję.